# Черизола (Ђенова)
Черизола је насеље у Италији у округу Ђенова, региону Лигурија.
Према процени из 2011. у насељу је живело 127 становника. Насеље се налази на надморској висини од 256 м.